# 기노에정
기노에정(일본어: 木江町)은 일본 히로시마현 도요타군에 존재했던 정이다.
2003년 4월 1일, 오사키정・히가시노정과 합병 (신설합병)해, 오사키카미지마정이 되어 소멸하였다.

## 역사
- 1920년 1월 1일 - 도요타군 나카노촌의 일부와, 히가시노촌의 일부가 분립해 기노에촌이 성립하였다.
- 2003년 4월 1일 - 오사키・히가시노정과 합병 (신설합병)해, 오사키카미지마정이 되어 소멸하였다.